# Carlo Michelini di San Martino
Carlo Michelini di San Martino (Torino, 1854 – Torino, 1914) è stato un militare italiano, capitano d’artiglieria durante il periodo del Risorgimento Italiano.

## Biografia
Era figlio del conte Alessandro Michelini (ufficiale di marina) e della contessa Gabriella, dei conti di Portula (sposata) Michelini, era nipote del conosciuto e stimato politico Giovanni Battista Michelini. Ebbe un fratello, il conte avvocato Policarpo Michelini ed una sorella, Gabriella. Carlo era nipote, per via diretta, di una certa Bonaudo Teresa, contessa di Mombello e Policarpo Michelini. Nato da famiglia di nobili illustri, rese il suo cognome ancora più noto, diventando un veterano di guerra.
Compì i suoi primi studi a Fossano, poi fu allievo del convitto nazionale di Mondovì. Dopo che ebbe compiuto il corso liceale, entrò all'Accademia militare nel 1873 e nel 1878 uscì tenente di artiglieria dalla Scuola d'applicazione. È stato addetto alla direzione d'artiglieria della Spezia ed incaricato dell'insegnamento della geografia militare come professore aggiunto nella R. Militare Accademia.
Al principio dell'estate 1885 fu destinato a Massaua in qualità di comandante dell'artiglieria del presidio e dei forti staccati, dei quali dispose le difese. Dopo che confermarono la sua spontanea richiesta, rimase in Africa ancora un anno.
È meglio conosciuto come l’unico ufficiale superstite della battaglia di Dogali (svoltasi il 26 gennaio 1887, contro i soldati abissini). Lui, 548 uomini del Regio Esercito Italiano ed alcuni Basci-Bouzuk (milizia irregolare di ribelli in Eritrea), dovettero fare da colonna di aiuto e rifornimento al forte di Saati, occupato nel 1886 dagli italiani comandati da Giovan Battista Boretti. Partirono da Monkullo, un luogo vicino a Massaua e Saati (lungo la ferrovia lì costruita).
La battaglia di Dogali
I soldati si avviarono verso il forte con più preoccupazioni del solito: il 25 gennaio del 1887, Saati era stata attaccata dagli abissini (secondo alcuni 25 000); i quali fortunatamente non vinsero. Ci furono, secondo alcuni, solo quattro vittime effettive da parte degli italiani. Le quantità di viveri e munizioni cominciavano a mancare. Il forte non era rimasto illeso. 
Secondo le stime del capitano, le disposizioni per la marcia per Saati erano le seguenti: 
Mezza compagnia (capitano Bonetti) in avanguardia, mezza in retroguardia. Dopo quella una compagnia del grosso, io colle mitragliatrici, le altre due compagnie del battaglione e la colonna di cammelli.»
Quando il Ras (Ras Alula Engida - signore di Asmara, sceso dal Tigrai, altipiani Etiopi), capitanato dal Negus Giovanni IV d’Etiopia, seppe della colonna di rifornimento, non esitò ad attaccare (probabilmente fu costretto da qualcuno, perché la colonna indugiava ad arrivare). Secondo l'opinione del capitano, in loco erano presenti delle spie che riferirono tutto al Ras. Non si sa di preciso se il Negus avesse dato o meno ordini precisi di attaccare la colonna di rinforzi.
Durante la battaglia i soldati del tenente colonnello Tommaso De Cristoforis si spostarono su varie collinette per difendersi dal fuoco nemico. Secondo l’opinione del Michelini, sul campo di battaglia erano presenti circa 7.000 od 8.000 abissini. Le due vecchie Gatling a dieci canne che il capitano aveva a disposizione erano state requisite precedentemente dall'esercito egiziano. Anche per questo motivo l’artiglieria non fece fuoco per molto tempo. Il capitano spiegò altre motivazioni per cui ci furono dei problemi con le armi pesanti da trasporto, come: obsoleti sistemi di struttura e fattura, ossidazione delle cartucce, polvere/terra e deformazione delle pallottole durante il trasporto. 
In seguito, Tommaso De Cristoforis mandò un Basci-Bouzuk a chiedere rinforzi presso Massaua. Poco dopo Michelini stesso, con insistenza, aveva richiesto che fossero portati due cannoni da montagna ed era stato mandato un altro uomo nelle retrovie. I rinforzi del 54º fanteria arrivarono, forse in ritardo, per dare rinforzo alla ormai distrutta colonna ed aiutare i feriti. Dopo esser stato ferito - al pollice sinistro da un proiettile, al femore da un proiettile ed infine al fianco sinistro circa all’altezza del cuore con una lancia nemica - si era diretto alla ricerca di Saati per trovare dei rinforzi e per poi tornare in combattimento, assieme a quest'ultimi. Durante la notte nascosto in un cespuglio, assieme ad un altro soldato, pensò di dirigersi presso Massaua, e, orientandosi alla meglio, vi ci si diresse. Lì, curarono le sue ferite. Il Michelini fu l’unico ufficiale superstite di quella battaglia. 
Le tattiche abissine descritte dal capitano
Michelini descrisse a fondo le tattiche di guerra degli abissini: aprivano il fuoco a 500 metri di distanza ed a scaglioni cercavano di avvicinarsi al nemico. Si facevano vicini rapidamente nella direzione delľavversario e cercavano di costringerlo in cerchio - senza dare nelľocchio. Ľavversario si trovava così immediatamente circondato e a volte non pronto a reagire. A detta di Michelini, gli abissini erano abilissimi a schivare i proiettili nemici, come se avessero un dono innato. A circa 150 metri di lontananza si fiondavano, armati di armi bianche, sul nemico. I feriti, poi, venivano mutilati vivi - anche i morti venivano mutilati molto spesso. Il particolare che Michelini ricorda nella prima lettera è il seguente: il nemico rapiva le uniformi nemiche per poi travestirsi. Lui stesso venne derubato del suo equipaggiamento dagli abissini. 
Le perdite stimate furono pesantissime: tutti e 548 italiani erano caduti, morti o feriti (più o meno gravi). Per quanto riguarda i Basci-Bouzuk alcuni morirono, altri fuggirono. Quasi nessuno di loro ritornò in battaglia. 
L'aiuto del capitano per la storia coloniale italiana
Abbiamo, anche grazie a Carlo Michelini, resoconti abbastanza concreti: descrisse con più epistole la storia della battaglia, tra cui ricordiamo la risposta al giornale Revue de Cavalerie. In quest’ultimo, i francesi scrissero che degli ufficiali dell’esercito francese avevano interrogato dei “reduci italiani”. Probabilmente si trattava solo di propaganda ostile nei confronti dell'esercito italiano. Carlo rispose e replicò con la verità fattuale.
Il Michelini rimase in Africa fino al 1897, partecipando alle varie azioni militari (tra cui si annoverano Adua e Gherard). 
La morte
Della sua vita, al di fuori della carriera militare si sa poco. Alla sua morte, probabilmente causata da quella grave ferita al fianco, venne sepolto nel Sacrario dei Caduti nella Prima Guerra Mondiale presso Chiesa della Gran Madre di Dio a Torino.

## Onorificenze
Cavaliere dell'Ordine militare di Savoia - Cavaliere dell'Ordine Militare d'Italia (24.02.1887)